# Antym
Antym – imię męskie pochodzenia greckiego. Istnieje kilku świętych patronów tego imienia.
Antym imieniny obchodzi 24 kwietnia (w dzień wspomnienia św. Antyma z Nikomedii), 11 maja (wspomnienie świętego Antyma) i 16 września.
Antym w innych językach:
- rosyjski – Анфим, też Онифим, Онфим[1].

Osoby noszące to imię:
- Antym I – patriarcha Konstantynopola w latach 535–536
- Antym – metropolita widyński, pierwszy egzarcha Bułgarii (w latach 1872–1877)
- Antym Nikorowicz, komendant akademickiego korpusu Gwardii Narodowej we Lwowie, od 1831 właściciel Grzymałowa
- Antym – metropolita Salonik (ur. 1934)